# Кор, Авшалом
Авшало́м Кор (ивр. אבשלום קור‎; род. 17 сентября 1950, Тель-Авив) — израильский лингвист, исследователь иврита, теле- и радиоведущий. Имеет степень доктора лингвистики. Лауреат премии имени Соколова в области электронных СМИ за 1989 год («За пропагандистско-образовательную деятельность»).

## Биография
Авшалом Кор родился, вырос и получил образование в Тель-Авиве. Имя Авшалом было дано ему в честь двух дедов, погибших в Катастрофе, одного из которых звали Авраам, а другого Шалом. Отец, Шломо Кор, был одним из лидеров Бейтара в среде евреев, переживших Катастрофу, одним из руководителей газеты «Маарив» и заместителем председателя Управления телерадиовещания.
В аттестате зрелости Авшалома Кора профилирующими предметами были латинский и французский языки. С 13 до 18 лет он был корреспондентом еженедельника «Маарив для подростков». В те же годы был постоянным интервьюером в передаче образовательного канала телевидения «Лицом к лицу», в которой брал интервью у таких заметных личностей, как Игаэль Ядин, Авраам Шлёнский, Наоми Шемер, Хаим Бар-Лев и др. Служил в Армии обороны Израиля офицером в бронетанковых войсках. Окончил Тель-Авивский университет по специальности «журналистика», затем преподавал в этом университете и в Академическом колледже Ашкелона. Отец шестерых детей от первого брака, первая жена была детской писательницей, они развелись в 2011 году. В 2014 году женился второй раз и развёлся в 2021, его вторая жена была редактором телевидения и радио.

## Деятельность в сфере языка
Кор — консультант по языку армейской радиостанции «Галей Цахаль». Ежегодно обучает новых корреспондентов, проходящих службу на радиостанции. Кроме того, с 1976 года ведёт на этой станции уголок «Буквально», выходящий в эфир дважды в день. С 1987 года на Первом канале телевидения транслируется его уголок «Пора заняться языком».
С 1988 по 2015 год вёл Всемирную танахическую викторину для еврейских подростков, идущую в прямом эфире в День независимости Израиля по телевидению и радио. С момента возобновления аналогичной всеизраильской викторины для взрослых, проводимой на Хануку, ведёт и её.

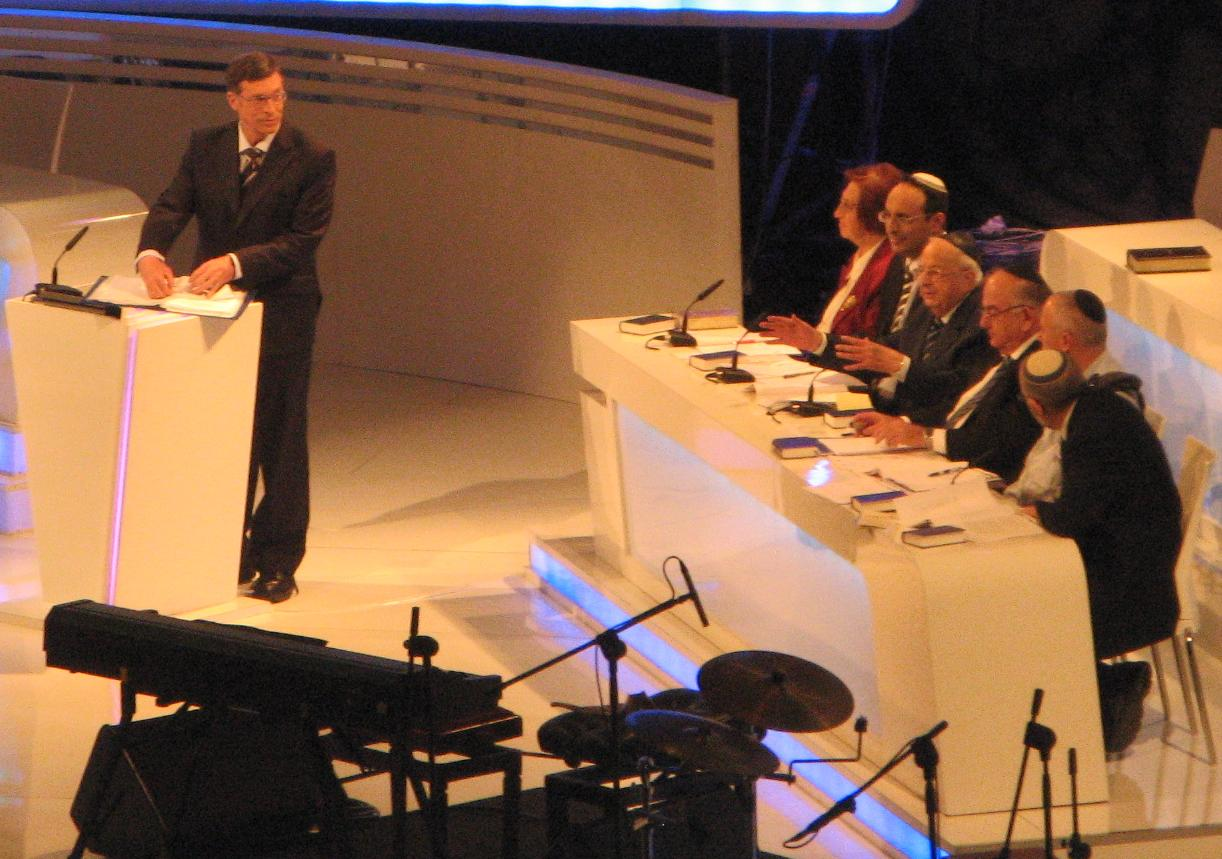
Авшалом Кор ведёт Танахическую викторину для взрослых, 2010 год

В 1989 году посетил СССР, где обучил 70 преподавателей иврита. Среди них был молодой Зеэв Элькин из Харькова, который позже репатриировался в Израиль и стал известен как депутат кнессета.
С 1983 по 1993 год был членом попечительского совета Музея Эрец-Исраэль. В 2009 был назначен членом правительственной комиссии по наименованиям. Консультант в совете публичных библиотек. Проводит различные государственные церемонии от имени Центра пропаганды, а также мероприятия министерства просвещения.
Часто появляется в СМИ в качестве борца за чистоту языка иврит и против преклонения перед английским языком. Благодаря его фанатическому отношению к ивриту, неприятию грамматических ошибок в устной и письменной речи, имя Авшалома Кора употребляется как синоним «знатока языка», с его именем связано много шуток.
В декабре 2013 года преподавал в Киеве на курсах усовершенствования преподавателей иврита из бывших республик СССР. В том же месяце был назван газетой «Маарив» в числе ста жителей Израиля, вызывающих вдохновение, за его деятельность в сфере языка.
В 2016 году получил Премию премьер-министра по ивриту имени Элиэзера Бен-Йехуды (премия вручается за особый вклад в укрепление статуса языка иврит).

## Деятельность в сфере культуры
После увольнения в запас из армии Кор в течение нескольких лет вёл еженедельную колонку под названием «Положенье таково» в газете «Маарив». В 1970-е годы в течение трёх лет принимал участие в радиопередаче «Лацон нофель аль лацон», получившей премию Управления телерадиовещания, вместе с Дуду Топазом и другими. В 1970—1980-е годы принимал активное участие в многочисленных учебных и развлекательных телепередачах.
Кор — специалист по фамилиям, часто ездит по стране с выступлениями, посвящёнными фамилиям людей, сидящих в зале. В течение нескольких лет вёл на разных каналах телевидения постоянные уголки, посвящённые фамилиям.
В 2009 году в Армии обороны Израиля принял участие в качестве одного из авторов и режиссёров в организации представления «Красота иврита». Позже это представление было поставлено и на гражданских сценах.
В 2011 году начал вести еженедельный уголок «Бьёт по мячу на иврите» на Спортивном канале, где он рассказывает об именах футболистов, попавших в новости. В 2012 сыграл сам себя в одной из серий драмы «Вязаные кипы».
Кор готовит и ведёт концерты израильской музыки, где музыка подаётся как отражение истории Государства Израиль. С 2009 года проводит фестиваль в кибуце Эйн-Гев во время праздника Песах.
Кроме всего названного, Кор проводит экскурсии по Иерусалиму, сочетающие в себе всё то, что он любит: иврит, Танах, израильскую музыку и Землю Израильскую. Кор — постоянный член кружка любителей Танаха в доме премьер-министра. В апреле 2014 года президент Израиля Шимон Перес назначил Авшалома Кора членом комиссии по присуждению «Почетного знака Президента за волонтёрскую деятельность».